# Wojciech Brzezowski

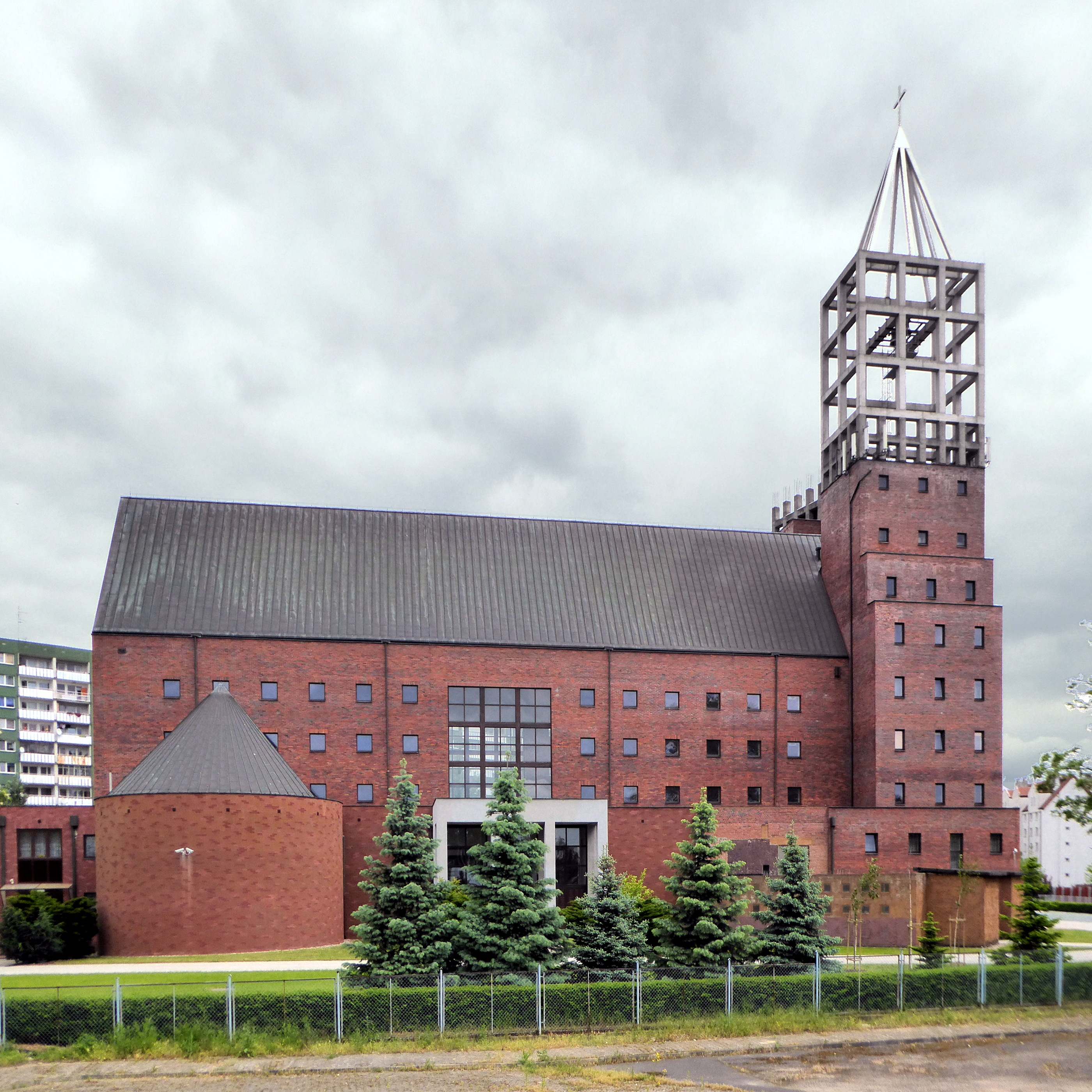
Kościół-pomnik Tysiąclecia Diecezji Wrocławskiej pw. Odkupiciela Świata we Wrocławiu

Wojciech Brzezowski (ur. 1945) – architekt, specjalista z zakresu architektury baroku i konserwacji zabytków. Profesor nadzwyczajny Politechniki Wrocławskiej (PWr.), były kierownik Zakładu Konserwacji i Rewaloryzacji Architektury i Zieleni na Wydziale Architektury PWr.
Współautor wraz z Jadwigą Grabowską-Hawrylak kościoła-pomnika Tysiąclecia Diecezji Wrocławskiej pw. Odkupiciela Świata przy ul. Bałtyckiej we Wrocławiu.
24 kwietnia 2010 autor odczytu Dzieje ulicy Wita Stwosza podczas spotkania Wrocławskiego Towarzystwa Miłośników Historii. 10 maja 2010 prelegent podczas XXI Karkonoskich Spotkań Architektonicznych KASA 2010. W listopadzie 2013 członek Rady Programowej XX jubileuszowej konferencji naukowej ICOMOS Polska w zakresie sztuki ogrodowej i dendrologii historycznej „Współczesna ranga ogrodów zabytkowych” na Politechnice Krakowskiej.

## Kierowane prace badawczo-naukowe
- Kamienice mieszczańskie Jeleniej Góry w okresie baroku (2011);
- Kamienica mieszczańska na Dolnym Śląsku w okresie baroku (2010);
- Dawne ogrody Jeleniej Góry (2008);
- Budowle ogrodowe w okresie renesansu i baroku w ogrodach Europy Środkowej (2008).

## Wybrane publikacje
- „Der Breslauische Wassergarten” von Wolfgang Scharschmidt, ZANDERA (2009);
- Urządzenia wodno-kanalizacyjne w domach wrocławskich w XVII i XVIII w., Kwartalnik Historii Kultury Materialnej (2005);
- Dom mieszkalny w okresie baroku, Oficyna Wydawnicza Politechniki Wrocławskiej (2005).